# کلنباخ
کلنباخ (به آلمانی: Kellenbach) یک شهر در آلمان است که در باد کرویتسناخ واقع شده‌است.